# Nonancourt
Nonancourt – miejscowość i gmina we Francji, w regionie Normandia, w departamencie Eure.
Według danych na rok 1990 gminę zamieszkiwały 2184 osoby, a gęstość zaludnienia wynosiła 303 osoby/km² (wśród 1421 gmin Górnej Normandii Nonancourt plasuje się na 106 miejscu pod względem liczby ludności, natomiast pod względem powierzchni na miejscu 521).